# Wings (série de televisão)
Wings foi uma série de televisão (no Brasil com o nome De Pernas pro Ar) no formato de uma sitcom criada por David Angell, Peter Casey e David Lee, que também foram os produtores e redatores de outra série de muito sucesso chamada Cheers e mais tarde criaram um spin-off chamada Frasier. Inclusive muitos personagens de Cheers fizeram participações especiais em Wings. 

## História
O seriado era protagonizado por Tim Daly e Steven Weber como os irmãos Joe e Brian Hackett. A série era fixa numa cidade fictícia chamada Tom Nevers Field, onde havia um pequeno aeroporto em Nantucket, Massachussets, onde os irmãos Hackett operavam as Sandpiper Airlines. As cenas externas do aeroporto da série era o Nantucket Memorial Airport.
O elenco regular incluía Bernard Cristalino, David Schramm, Rebecca Schull, Thomas Haden Church e Tony Shalhoub. Farrah Forke se uniu ao elenco na segunda temporada e quando ele saiu, Amy Yasbeck se uniou ao elenco até o fim do seriado. Thomas Haden Church saiu da série na primavera de 1995 para trabalhar na sitcom da Fox chamada Ned and Stacey. 
A série teve boas avaliações ao longos de suas temporadas e também era comumente apelidada de "Cheers in an airport". Cheers foi uma sitcom de grande sucesso ou também de "Taxi in an airport", referindo-se a outra sitcom muito famosa nos Estados Unidos chamada Taxi. Coincidentemente, as séries Cheers, Taxi e Wings foram produzidas pela Paramount Television. 
Na Inglaterra a série era apresentada em horário nobre, mas não conseguiu boas avaliações e por isso recebeu pouca atenção da crítica especializada. Apesar de grande repercussão nos Estados Unidos, no Brasil esta série continua sendo muito pouco conhecida.
Um dos personagens principais se chamava Joe Hackett, um neurótico que dirigia o seu negócio de um escritório na Ilha de Natucket. Seu sonho desde criança foi ser piloto e somente conseguiu alcançar seu objetivo depois do desaparecimento de seus pais. 
Inicialmente ele pretendia criar a Sandpiper Air com a sua noiva Carol, mas seu irmão Brian fugiu com ela, causando um grande mal estar entre eles. Sua família se mudou para Nantucket quando Joe e Brian ainda eram bem pequenos.
Brian, o irmão de Joe Hackett era o mais despreocupado dos irmãos. Era irresponsável e freqüentemente uma fonte de consternação entre ele e seu irmão Joe, mais velho. Brian em tempos passados quase foi aceito como astronauta na NASA, mas acabou perdendo todas as oportunidades devido à sua natureza.
Depois se mudou para Ilha de Mustique, no Caribe e lá se casou com Carol, noiva de seu irmão Joe, o que provocou uma racha entre os irmãos. Passado um certo tempo, Carol abandonou Brian e voltou novamente para Nantucket e acabou persuadindo Joe a deixá-la morar em sua casa, assim como dar um trabalho ao seu irmão Brian na Sandpiper Air. Brian é um sem vergonha e gosta de pilotar o helicóptero de Alex Lambert ou um Chappel-Davenport, de sua irmã mais velha Helen.
Helen Chappel Hackett é uma loira muito delicada e apesar de morar grande parte de sua vida em Nantucket, possui um grande sotaque texano. Helen se mudou para o Texas ainda criança e sempre sonhou em tocar violoncelo numa grande orquestra sinfônica, apesar de até o último episódio da série ela não conseguir alcançar esse objetivo.
Ocasionalmente, Helen também ganha parte de sua renda, lecionando violoncelo para as crianças. Na maioria das ocasiões, Helen passa por diversos momentos de azar, fazendo com que quase todas as chances dela de tocar numa orquestra, acabam indo por ladeira abaixo.
Helen também é uma comedora compulsiva, por isso passa boa parte, tentando perder peso. Ela é muito amiga dos irmãos Hackett e sempre foi muito apaixonada por Joe, mas acabou casando com Antonio Scarpacci e depois acabou se divorciando. Na sexta e última temporada, Helen consegue finalmente casar com Joe.
Uma outra personagem importante e regular nos episódios é Fay Evelyn Schlob Dumbly DeVay Cochran, que é funcionária de Joe e Brian. Ela era uma ex-procuradora e atualmente controla os ingressos, checa as bagagens e os anúncios da companhia de aviação. Fay já foi casada três vezes e já enterrou todos eles.
Todos os seus maridos se chamavam George e como uma maldição, eles acabam morrendo. Ela é doce e maternal, ligeiramente maluca. Gosta de cuidar das crianças e das pessoas em geral, com exceção de Roy Biggins, com quem ela tem pouca paciência devido ao comportamento desprezível dele.
E por falar em Roy Biggins, ele é o dono da Aeromass, uma outra linha aérea de Nantucket, possui uma empresa maior que a Sandpiper Air. Roy é arrogante, competitivo, desonesto, muito desagradável e adora depreciar Joe, principalmente porque Joe é um sujeito muito habilidoso nos negócios e por isso Roy vive insunuando comentários maldosos para inferiorizá-lo.
Apesar disso tudo, Roy obviamente compete e se sente ameaçado por Joe e vive fazendo inúmeras ofertas para comprar a Sandpiper Air e tirar Joe do negócio. Roy foi casada com Sylvia durante muitos anos, até sua morte, mas com o passar dos episódios vai se descobrindo que a verdade era outra. Ela mora em Boston e é casada com um cirurgião plástico, muito rico. Roy e Sylvia têm um filho conhecido como R.J. (Roy Junior) que é um homossexual.
Tem também um imigrante italiano que provê o serviço de taxi e do aeroporto chamado Antônio Scarpacci, um sujeito moderadamente amável, diferente e desesperadamente romântico. É apaixonada pela irmã mais velha de Helen, que é uma monja, entretanto seus sentimentos não são recíprocos.
Antonio originariamente era um garçom e apareceu pela primeira vez durante a segunda temporada e acabou ficando. Gosta de usar freqüentemente uma gravata tipo borboleta e é sempre visto com roupas formais. Antonio é interpretado por Tony Shalhoub, que ficou bastante conhecido com o seriado Monk.
Outros personagens regulares são Lowell Mather, um excêntrico mecânico, Alex Lambert um piloto de helicóptero.Casey Chappel, irmã mais velha de Helen, Budd Bronski e Budd Bronski, um ex-militar. Além desses outros personagens recorrentes que participam como personagens secundários, como em todas as outras séries.

## Elenco
| Ator                | Personagem              | Anos      | Temporadas                                        | Episódios                                  |
| ------------------- | ----------------------- | --------- | ------------------------------------------------- | ------------------------------------------ |
| Tim Daly            | Joe Hackett             | 1990–1997 | 1–8                                               | 172                                        |
| Steven Weber        | Brian Hackett           | 1990–1997 | 1–8                                               | 172                                        |
| Crystal Bernard     | Helen Chappel-Hackett   | 1990–1997 | 1–8                                               | 172                                        |
| David Schramm       | Roy Biggins             | 1990–1997 | 1–8                                               | 172                                        |
| Rebecca Schull      | Fay Cochran             | 1990–1997 | 1–8                                               | 172 Episódios (Approx. 5 foram creditados) |
| Thomas Haden Church | Lowell Mather           | 1990–1995 | 1–6 (Co-Protagonista), 7 (1 Episódio)             | 123                                        |
| Tony Shalhoub       | Antonio Scarpacci       | 1991–1997 | 2 (1 Episódio), 3–8 (Co-Protagonista)             | 154 (1 Credit Only)                        |
| Amy Yasbeck         | Casey Chappel-Davenport | 1994–1997 | 6–8                                               | 75                                         |
| Farrah Forke        | Alex Lambert            | 1992–1994 | 4 (Recorrente) 5 (Co-Protagonista) 6 (1 Episódio) | 36 (+1 Imagens de Arquivo)                 |

## Prêmios
| Ano  | Prêmio                  | Categoria                                   | Ator                     | Resultado |
| ---- | ----------------------- | ------------------------------------------- | ------------------------ | --------- |
| 1992 | Emmy Award              | Outstanding Lead Actress in a Comedy Series | Tyne Daly                | Indicada  |
| 1992 | Emmy Award              | Outstanding Guest Actor in a Comedy Series  | Kelsey Grammer           | Indicado  |
| 1992 | BMI Film & TV Awards    | BMI TV Music Award                          | Bruce Miller             | Venceu    |
| 1994 | BMI Film & TV Awards    | BMI TV Music Award                          | Bruce Miller             | Venceu    |
| 1995 | American Cinema Editors | Best Edited Half-Hour Series for Television | Darryl Bates             | Indicado  |
| 1996 | Emmy Award              | Outstanding Makeup for a Series             | Tommy Cole, Ken Wensevic | Indicado  |
| 1997 | GLAAD Media Award       | Outstanding TV – Individual Episode         |                          | Indicado  |
| 2005 | TV Land Award           | Favorite Airborne Character(s)              | Tim Daly, Steven Weber   | Venceu    |

## Lançamentos em DVD
A Paramount Home Entertainment e CBS DVD lançaram a série completa em DVD em Region 1. 
| DVD                                       | Ep # | Data de Lançamento    |
| ----------------------------------------- | ---- | --------------------- |
| A Primeira e Segunda Temporadas Completas | 28   | 23 de Maio de 2006    |
| A Terceira Temporada Completa             | 22   | 24 de Outubro de 2006 |
| A Quarta Temporada                        | 22   | 15 de Maio de 2007    |
| A Quinta Temporada                        | 24   | 6 de Novembro de 2007 |
| A Sexta Temporada                         | 26   | 25 de Março de 2008   |
| A Sétima Temporada                        | 26   | 9 de Setembro de 2008 |
| A Oitava Temporada                        | 24   | 14 de Abril de 2009   |

## Trilha-sonora
O tema musical da série é uma curta versão de um trecho de uma peça de Franz Schubert, a "Piano sonata nº 20 in A Major, D. 959, IV. Rondo. Allegretto". Schubert é creditado como o compositor de todos os temas dos episódios.
Durante a primeira e até o meio da segunda temporada os arranjos eram bastante diretos com pianos e cordas, mas depois outros arranjos "menos lento", vamos assim dizer, foram sendo introduzidos, entretanto na temporada final o arranjo inicial retornou.